# Львовский троллейбус
Льво́вский тролле́йбус (укр. Львiвський тролейбус) — один из видов общественного транспорта города Львов. Движение открыто 27 ноября 1952 года.

## История
Идея внедрения троллейбусного движения во Львове возникла ещё в 1909 году, поскольку этот вид транспорта был намного дешевле трамвая. Дирекция городского трамвая предложила внедрить отдельные линии: на Высокий Замок, вверх по Гвардейской к Стрыйскому парку, по Городоцкой. По техническим причинам этот замысел не осуществлён. Во второй раз этот вопрос появился в 1938—1939 годах, но тогда реализации проекта помешала Вторая мировая война.
К идее внедрения троллейбусного движения вернулись в 1947 году. Тогда было решено снять трамвайный путь на проспекте Свободы и заменить его троллейбусной линией.
Регулярное троллейбусное движение по маршруту № 1 (железнодорожный вокзал — площадь Мицкевича) было открыто 27 ноября 1952 года. 5 троллейбусов курсировали по линии через каждые 20 минут. В следующем году начал работу маршрут № 2 (площадь Мицкевича — Окружная) длиной 3,3 км.
16 августа 1964 года было введено в эксплуатацию троллейбусное депо на ул. Артема (В. Великого).
В 1984 году на территории депо была построена первая в СССР опытно-промышленная линия диагностики троллейбусов, использование которой позволило значительно сократить число поломок подвижного состава во время эксплуатации на маршрутах и дало большой объем информации для исследования методов прогнозирования поломок. Линия полностью была разработана в НИКТИ ГХ под руководством В. Ф. Веклича. Результаты исследований, полученные от эксплуатации линии, он обобщил в книге «Диагностирование технического состояния троллейбусов» (1990) и докторской диссертации. Положительный опыт, полученный от эксплуатации линии во Львове, позволил внедрить свыше 450 контрольно-диагностических стендов более чем в 30 городах СССР, в том числе в Москве, Киеве, Минске, Львове, Таллине, Алма-Ате, Баку и др. (более чем в 50 депо).
С 19 октября 2011 года на улице Научной начались работы по монтажу контактной сети троллейбуса для продолжения до существующей линии на улице Стрыйской с продлением маршрута № 2 до автовокзала. 6 января 2012 года состоялось открытие движения по новой троллейбусной линии до улицы Академика Пидстрыгача.
10 февраля 2012 года на баланс предприятия принят новый троллейбус ЛАЗ Е183D1 (№ 113), поступивший в депо накануне нового года, с 29 февраля 2012 года начал работал с пассажирами.
С 1 декабря 2012 года принято решение укомплектовать весь выпуск на маршрут № 24 низкопольными троллейбусами, а остальные такие машины выпустить на маршрут № 13.
В августе 2013 г. в экспериментальном порядке были объединены маршруты № 5 и 24, установлен маршрут № 25 «Автовокзал — пр. Ч. Калины», но в декабре 2017 г. были восстановлены маршруты № 5 и № 24 по технико-экономическим соображениям руководства «Львовэлектротранса».
В июне 2015 года маршрут № 13 продлен по просп. Свободы с конечной остановкой у пл. И. Подковы, что позволило осуществлять пересадку на трамвайные маршруты № 1, 2, 9, курсировавшие по ул. Дорошенко и сблизить конечную троллейбусных маршрутов № 2, 7, 9, 10, 12, что возле Университета.
До начала июля 2018 года троллейбусная сеть города состояла из 10 маршрутов: 2, 3, 5, 7, 9, 10, 11, 12, 13, 24 С 9 июля 2018 г. решением руководства «Львовэлектротранса» вследствие нехватки водителей и троллейбусов отменено курсирование маршрута № 10, а высвободившиеся машины переданы на маршруты № 2 и 12. Восстановление маршрута № 10 (сейчас № 30) предполагалось в марте 2020 г. после пополнения подвижного состава, набора новых водителей и реконструкции контактной сети на перекрестке ул. Любинской к аэропорту с устройством контактной сети для левого поворота троллейбуса на ул. Любинскую от ул. Патона в сторону центра.
С 16 июля 2018 г. маршруты № 5 и 24 вновь объединены в один с присвоением № 24: «Автовокзал — пр. ч. калины». Маршрут № 11 — 31 курсирует от Автовокзала до Центра легочного здоровья с заездом на Сиховское кладбище. На маршрут выпускают, как и ранее, 1—2 машины. 
С 1 июля 2019 г. изменена нумерация маршрутов путем прибавления числа 20 к существующему номеру. Например, маршрут 2 стал 22, 11 стал 31, 13 стал 33.
С 7 октября 2019 г. после реконструкции контактной сети и установления соответствующих стрелок движение троллейбусов по начальным отрезкам улиц Зеленой (№ 8-12) и Ш. Руставели (№ 2—6) осуществляется против часовой стрелки. Посадочная начальная остановка маршрутов № 24, 25 и 31 совмещены на ул. Ш. Руставели, около домов № 2—4. Количество машин на маршрутах № 24 и 25 в среднем 3—5 ед., на 31-м 1—2 машины и могут добавляться на религиозные праздники и поминальные дни.
В августе 2020 г. маршруту № 27 определена конечная остановка — Университет. С начале декабря 2020 до ослабления карантинных мероприятий машин на маршрут № 27 не выпускают из-за сокращения пассажиропотока. С 17 января 2020 г. с введением в эксплуатацию отрезка контактной сети от ул. Стрийской до прежнего разворота около ул. Подстригача маршрут № 22 продлен по ул. Стрийской до Автовокзала, являющийся теперь конечной остановкой маршрутов № 22, 23, 25. 24 октября 2020 г. троллейбус № 23 начал курсировать по новому ответвлению линии от перекрестка ул. Стрийская -ул. Научная по ул. Хуторовка (пр. Иоанна П. 2-го) до путепровода просп. ч. калины с остановкой у оптового рынка «Нижний Шувар». 17 ноября 2020 руководством «Львовэлектротранса» по просьбам пассажиров, проживающих в конце ул Стрийская, принято решение открыть маршрут № 23-а ул. Ряшевская — Автовокзал.
С 10 июля 2021 г. в связи с ремонтом трамвайных путей и инфраструктуры на двух перекрестках от и к ул. А. Невского  до окончания работ в конце 2021 г.  была изменена схема движения маршрутов №№ 22, 29, 30 от Университета:  - пл. Юра - пл. Кропивницкого - ул. Городецкая (приг. ж-д. вокзал) - ул. Кульпарковская до строения 44 и далее по трассе маршрутов. До окончания реконструкции контактной сети по ул. Кульпарковской от № 222 и ул. Научной маршрут № 22 следовал от кольца у супермаркета Ашан по трассе маршрута № 23 мимо троллейбусного депо с выездом на ул. Стрийскую. 
с 19 декабря 2021 г. в связи с окончанием вышеуказанных ремонтных работ троллейбусы №№ 22, 30 следуют традиционными маршрутами. 
Стоимость и порядок оплаты проезда
История и современное состояние
С 10 августа 2011 года стоимость проезда в электротранспорте составляла: 1,25 грн. — общий, 0,60 грн. — льготный (для учащихся общеобразовательных школ и студентов).
1 июня 2012 года Львовский городской исполнительный комитет поднял тарифы на перевозки в городском электротранспорте, которые с 7 июня 2012 года составляли — 1,5 грн., льготный — 0,75 грн.
С 1 сентября 2017 года стоимость проезда увеличилась до 3-х грн, льготного — до 1,50 грн.
С 16 апреля 2018 года стоимость разового билета составляла 5 грн, льготного — 2, 50 грн. Приобретение проездных билетов на месяц позволяло экономить, при этом стоимость проезда составляла 4 грн. Также можно было приобрести у водителя билет на 3 дня стоимостью 40 грн. без ограничения количества поездок. Проездные билеты приобретались у водителей, в киосках «Интерпрес» и «Высокий замок», в специализированных пунктах продажи.
С 15 января 2020 года стоимость разового билета в случае приобретения у водителя составляет 7 грн, льготного — студенческого, ученического — 3,50 грн. При использовании мобильных приложений в смартфонах, считывающих QR-код, а также системы Easy Wallet стоимость разового билета — 6 грн, льготного — 3,00 грн. При покупке билетов в терминалах системы Easy pay стоимость разового билета составляет 5,00 грн. Возможно приобретение билета на сутки за 20 грн либо на 30 суток за 150 грн без ограничений количества поездок как в троллейбусах, так и в трамваях. Провоз багажа стоит в любом случае 7,00 грн. Пенсионеры по возрасту, инвалиды и др. категории пассажиров при наличии соответствующих оригиналов документов (удостоверений) имеют право бесплатного проезда. Штраф за безбилетный проезд в электротранспорте установлен в сумме 140 гр., багажа 8,5 гр.
С 27 мая 2021 года стоимость разового билета в случае приобретения у водителя составляет 10,0 грн, льготного — студенческого, ученического — 5,0 грн. При использовании мобильных приложений в смартфонах, считывающих QR-код, а также системы Easy Wallet стоимость разового билета — 8,50 грн, льготного — 5,00 грн. При покупке билетов в терминалах системы Easy pay стоимость разового билета составляет 9,00 грн. Возможно приобретение билета на сутки, либо на 30 суток за  без ограничений количества поездок в электротранспорте города. Провоз багажа стоит в любом случае 8,50 грн. Пенсионеры по возрасту, инвалиды и др. категории пассажиров при наличии соответствующих оригиналов документов (удостоверений) имеют право бесплатного проезда. С середины декабря 2022 г. льготники и учащиеся могут пользоваться карточками ЛЕО КАРТ для регистрации поездки на установленных в салонах троллейбусов  терминалах. В дальнейшем планируется переход на оплату проезда подобными картами с возможностью денежного пополнения остальными категориями пассажиров. Это потребует создания сети точек продажи карт и автоматов их пополнения, что в настоящее время весьма проблематично.  Штраф за безбилетный проезд в электротранспорте города установлен в сумме 200 гр., багажа 8,5 гр. 
С 11 декабря 2023 г. в связи с введением второго этапа безналичной системы оплаты проезда с использованием установленных в салонах валидаторов карточками ЛЕО КАРТ стоимость проезда составляет: общий 13 гр., для студентов 6,5 гр. Безналично оплатить проезд через валидатор возможно и путем валидации банковских карт, при этом стоимость проезда составляет 15 гр. При использовании общегражданской (пополняемой) транспортной карты ЛЕО КАРТ (красного цвета) пассажир может делать пересадки в течение 40 мин. от первой валидации, причем второй и последующие проезды будут бесплатными при условии валидации карты в салонах городского транспорта, на маршруты пересадок.  Приобрести разовый бумажный билет за наличные у водителей можно за 20 гр.  Штраф за неоплаченный проезд 300 гр. Телефон для справок "горячей линии" Львовавтодора, эмитента карточек ЛЕО КАРТ: 0 800 30 30 07.  Сохраняется возможность использования для оплаты проезда мобильных приложений ПриватБанка в смартфонах, считывающих QR-код, а также системы Easy Wallet. Контроль безналичной оплаты производится специальными устройствами определения факта оплаты при валидации карточек или представлении факта оплаты в конкретном троллейбусе на экране смартфона.

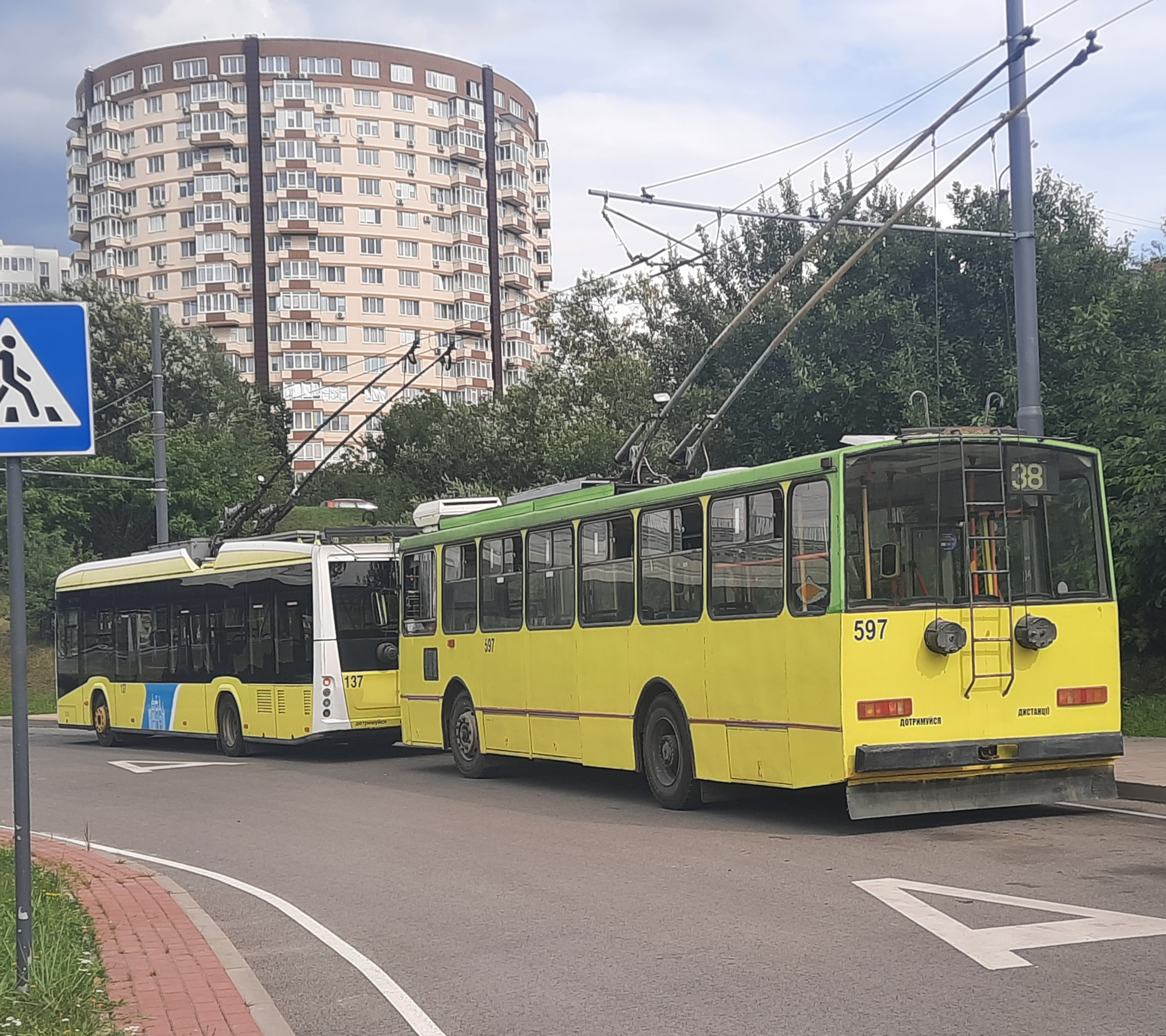
Шкода 14ТрМ и Электрон Т19102

- Electro LAZ-12 — 8 машин (103 - 105, 107—110)
- Электрон Т19101 — 2 машины (114, 118)
- Электрон Т19102 — 58 машин (115—173). Машины инв. № 124—143 введены в эксплуатацию в декабре 2019 — январе 2020 гг., № 144—163 — в апреле — мае 2020 г. и № 164 - 173  - в сентябре 2020 г.о
- Škoda 14Tr — 19 машин (512, 516, 518, 524, 532, 538, 541, 543, 546, 550, 552, 556, 559, 560, 569, 578, 597, 603, 604). Капитально отремонтированы в депо в 2017 −2019 гг. машины инв. № 105, 512, 518, 524, 538, 541, 543, 546, 550, 552, 559, 560, 569, 578, а ранее — 563, 583.
- Škoda 15Tr — 5 машин (598, 599, 602, 605, 607). (Машина 606 сгорела на ул. Научной в конце ноября 2019 г.) Машины законсервированы .
- Электрон Е19101 — 1 машина (госномер ВС 5271 ЕМ), первый электробус производства СП «Электронтранс» приступил к работе на маршруте до аэропорта № 29 с 19 августа 2016 года, а с августа 2020 г. на маршруте № 22.

На 1 августа 2024 г. троллейбусы курсируют по десяти маршрутам: № 22, 23, 24, 25, 27, 30, 31, 32, 33, 38.

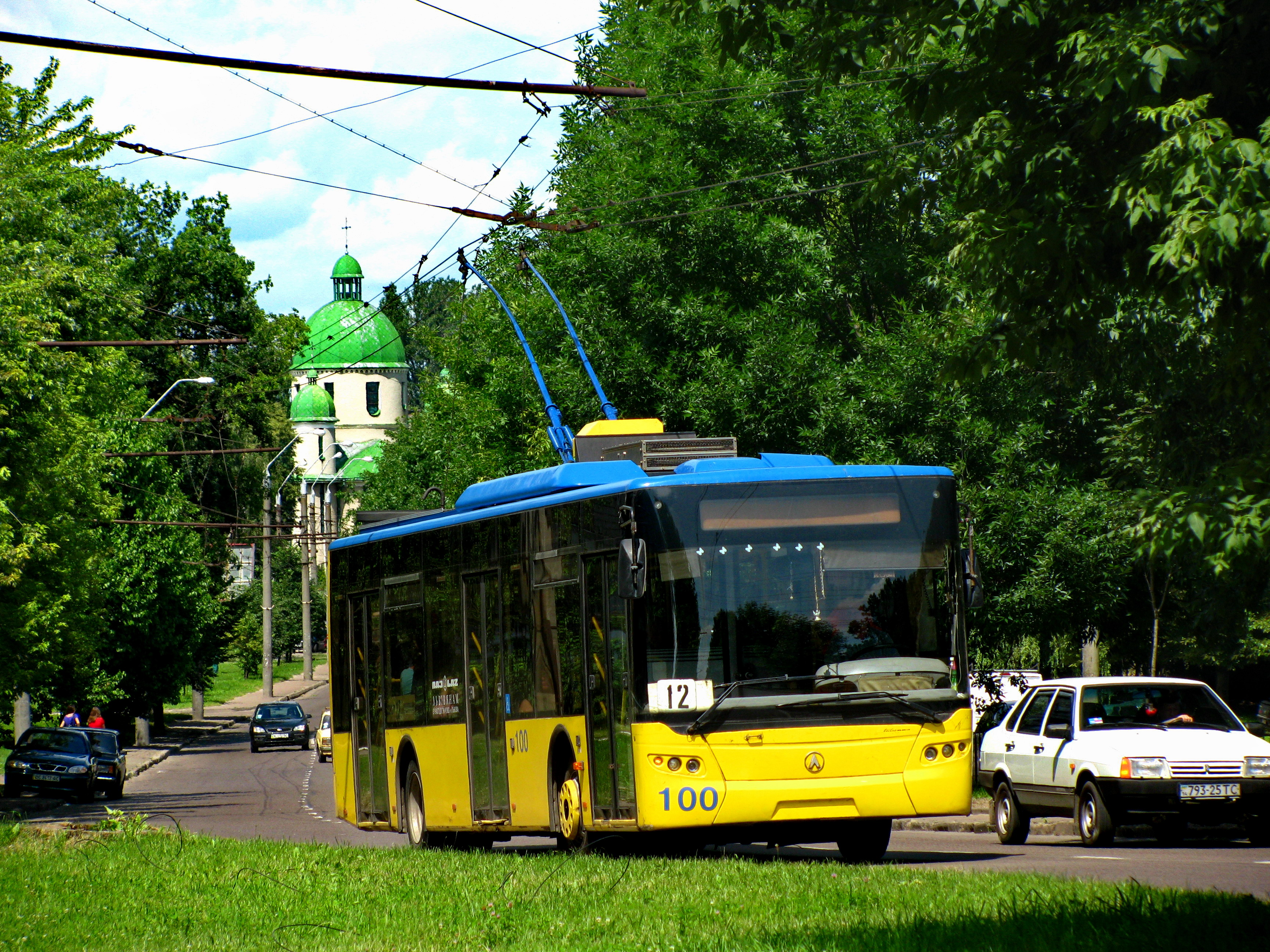
ЭлектроЛАЗ-12

В связи с отменой маршрута № 29 из-за нефункционирования аэропорта, для обеспечения связи центра с ул. Любинской маршрут № 30 перенаправлен с 25 апреля 2022 г. по маршруту № 29 до ресторана Шекспир с правым поворотом на ул. Патона. В обратном направлении в сторону центра троллейбусы осуществляют левый поворот на ул. Любинскую по вновь установленным стрелке и пересечениям контактной сети. 
С 10.08 2022 г. ,используя новую контактную сеть по ул. Кульпарковской, запущен маршрут № 38, связывающий ж-д вокзалы и привокзальный район через южный микрорайон с торговыми центрами АШАН, ОКЕАН, универмаг ЛЬВОВ с  жилмассивом Сихов, в т.ч. оптовым рынком "Шувар". 
Пути  следования троллейбусных маршрутов указаны в таблице ниже.
Дополнительная информация на "горячей линии" ЛКП "Львовлектротранс" : 0 800 300 300.

## Маршруты по состоянию на январь 2024 года
| №                               | Длина, км                           | Путь следования |
| ------------------------------- | ----------------------------------- | --- |
| 22                              | 10,5 (здесь и далее в одну сторону) | Университет им. Франко, Центр > пл. Св. Юра (обратно: ул. Устияновича) > ул.г. Упа - (обратно: ул. Антоновича, генконсульство Чешской республики, № 130 а) ул. Кульпарковская - (Ашан 2 — City) - ул. Научная - ул. Стрийская > Автовокзал             |
| 23                              | 8,6                                 | Автовокзал > ул. Стрийская > ул. Троллейбусная > ул. В. Великого, (Ашан 2 — City), ТПК «Рынок Пивденный»)> ул. Патона > ул. Ряшевская (стык. с Городоцкой)                                                                                             |
| 24                              | 8,4                                 | ул. Шота Руставели (д. 2—6) — ул. Зеленая > ул. Сиховская — Кинотеатр им. Довженко — Пр. Червоной Калины, разворот около ул. М. Драгана |
| 25                              | 6,2                                 | ул. Шота Руставели (д. 2—6) > ул. Стрийская > Автовокзал |
| 27 (1 машина)                   | 7,5                                 | Университет им. Франко, Центр> пл Св. Юра (обратно: ул. Устияновича) пл. Кропивницкого> ул. Городоцкая (№ 112, пригородный ж/д вокзал) > ул. Авиационная > ж/д станция Скнилов                                                                         |
| 29 Временно не курсирует        | 6,5                                 | Университет им. Франко, Центр > пл Св. Юра (обратно: ул. Устияновича) > ул.г. Упа - (обратно: ул. Окружная, ул. Антоновича, генконсульство Чешской республики, № 130 а) > ул. Любинская > Аэропорт им. Д. Галицкого — Терминал «А»                     |
| 30                              | 6,5                                 | Университет им. Франко, Центр > пл. Св. Юра (обратно: ул. Устияновича) > ул. г. Упа - (обратно: ул. Окружная, Антоновича, генконсульство Чешской республики, № 130 а) >ул. Любинская ( в обе стороны)> ул. Патона > ул. Ряшевская (стык. с Городоцкой) |
| 31 1-3 машины                   | 11,6                                | ул. Шота Руставели (д. 2—6) > ул. Зеленая — ж/д станция Сихов > Сиховское кладбище — Центр легочного здоровья |
| 32                              | 6,7                                 | Университет им. Франко, Центр> пл Св. Юра (обратно: ул. Устияновича) пл. Кропивницкого > ул. Городоцкая (№ 112, пригородный ж/д вокзал) — ул. Сяйво > ул. Широкая > ул. Суботовская (разворот напротив училища ж/д транспорта)                         |
| 33 Изолирован от остальной сети | 6,2                                 | пл. И. Подковы, Гранд-отель > пр. Свободы > пр. Черновола / 700-летия Львова (ТРЦ «Форум-Львов», визовый центр, Ашан 3 — «Newpoint») > ул. Топольная/ г. Мазепы, (№ 1б — ТРЦ «Спартак») > до ул. Гринченко, конец улицы.                               |
| 38                              | 9,5                                 | пл. Кропивницкого - ул. Городоцкая (№ 112, пригородный ж/д вокзал) -ул. Кульпарковская (облкардиоцентр) - маг. Ашан 2 — City, ОКЕАН, унив. ЛЬВОВ - ул. Троллейбусная - ул. Хуторовка (проспект И. Павла ІІ)                                            |